# Athrwys ap Meurig
Athrwys ap Meurig parfois nommé de manière erronée Arthrwys fut un prince et peut-être un roi du Gwent dans le Pays de Galles, dont on estime généralement qu'il vécut au début du VIIe siècle et ne fut peut-être que corégent.

## Origine
Athrwys, est nommé Atroys [map Mouric] map Teudubric dans l' Harleian genealogies du Xe siècle et Andrus dans première vita latine de  Saint Cadoc; il est également nommé Andres[us] fils de Morcant[us] dans la même partie des vies de saints. Tous ces noms dérivent d'un nom en vieux gallois Antres) il est réputé être le fils de Meurig ap Tewdrig, un roi du Gwent (et sans doute de Glywysing, l'actuel  Glamorgan), et de son épouse , Onbrawst ou Onbraus la fille de  Gwrgan Mawr, roi d'Ergyng situé dans l'ouest de l'actuel Herefordshire.
Ses relations familiales sont évoquées dans de nombreuses généalogies en  vieux gallois et dans le 
Livre de  Llandaff. De l'étude des chartes du Livre de Llandaff dans le  manuscrit, Wendy Davies que
Athrwys décède avant son père vers 615 et ne fut donc jamais roi de  Gwent.
Son fils Morgan ap Athrwys ou Morgan Mwynfawr c'est-dire Morgan le Bienfaiteur en gallois, fut roi de Morgannwg, soit le Gwent et le Glywysing, pays à l'ouest de la rivière Towy et comprenant également 
des possessions au-delà de la  Wye, dans le Royaume d'Ergyng, l'actuel sud de l'Herefordshire.

## Connexion Arthurienne
Du fait de la similitude superficielle entre  la forme galloise des noms  Arthur et Athrwys qui est occasionnellement mal interprété en  Arthwys dans les sources postmédiévales, comme du territoire sur lequel Athrwys vécu et peut-être régna, il a été avancé par quelques auteurs modernes qu'il était le prototype du Roi Arthur, ou même le personnage historique à l'origine du souverain légendaire. Cependant cette identification a été contestée sur la base de la linguistique par tous ceux qui ont examiné les noms et bien entendu sur la base de la chronologie si l'on retient l'hypothèse alternative pour sa datation